# Le Paradis des pilotes perdus
Pour plus de détails, voir Fiche technique et Distribution.
Le Paradis des pilotes perdus est un film français de Georges Lampin sorti en 1949.

## Synopsis
Un avion volant vers Dakar est pris dans une tempête et doit atterrir dans le désert. Privé de radio, il est incapable donner sa position et les réserves d'eau sont limitées à deux jours. Chacun, parmi l'équipage militaire et les passagers civils, vit l'épreuve selon son caractère.

## Fiche technique
- Titre français : Le Paradis des pilotes perdus
- Autre titre : The Hell of Lost Pilots (USA)
- Réalisation : Georges Lampin
- Scénario : Georges Garde, André Haguet et Pierre Véry
- Décorateur : Jean d'Eaubonne
- Photographie : Armand Thirard
- Photographe de plateau : Roger Corbeau
- Musique : Joseph Kosma
- Ingénieurs du son : René-Christian Forget et Robert Teisseire
- Montage : Leonide Azar
- Société de production	 : BUP Française (Paris)
- Directeur de production : Eugène Tucherer
- Format : Son monophonique - Tourné en noir et blanc
- Pays de production :  France
- Genre : Drame
- Durée : 89 minutes
- Date de sortie : 
  - France :  18 août 1949
- Affiches : Fernand François (France)

## Distribution
- Henri Vidal - Capitaine Bertrand
- Michel Auclair - Léonard François
- Andrée Debar - Mme Clément
- Robert Dalban - Dumont
- Daniel Gélin - Lieutenant Villeneuve
- Jean-Pierre Mocky - Denis
- René Blancard - Inspecteur Simonet
- Paul Bernard - Daniel Sorbier
- Antoine Balpêtré - Révérend-Père Spach
- Abel Jacquin - Colonel Arnal
- Martial Rèbe - Le météo
- Claude Vernier - Le radio
- Jean Daurand
- Claude Joseph
- Arlette Thomas